# Рудык, Дмитрий Петрович
Дмитрий Петрович Рудык (укр. Дмитро Петрович Рудик; род. 26 августа 1992, Александрия, Кировоградская область) — украинский футболист, вратарь, в течение длительного периода был вратарём «Александрии».

## Биография
Родился 26 августа 1992 года в городе Александрия Кировоградской области, в семье учителей. Воспитанник любительского футбольного клуба «Аметист». С 2011 года выступал за ПФК «Александрия». Вместе с командой в сезоне 2014/15 стал победителем Первой лиги чемпионата Украины. В Премьер-Лиге Украины дебютировал 19 мая 2018 года, выйдя в стартовом составе в домашнем матче против донецкого «Олимпика»
В июле 2021 года подписал соглашение с теребовлянской «Нивой».

## Достижения
- Первая лига чемпионата Украины
  - Победитель: 2014/2015